# مقاطعة ريميني

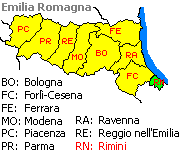
مقاطعة ريميني

مقاطعة ريميني (بالإيطالية: Provincia di Rimini)‏، مقاطعة إيطالية في إقليم إميليا رومانيا. عاصمتها مدينة ريميني.
عدد سكانها 294.074 نسمة وتقدر مساحتها 534 كلم ²، وتتكون من 20 مدينة وبلدة وقرية.
يحدها جنوبا إقليم ماركي (عند مقاطعة بيزارو وأوربينو)، وتطل على البحر الأدرياتي من ناحية الشرق، وشمالا تحدها مقاطعة فورلي تشيزينا، ومن الغرب جمهورية سان مارينو.

## أهم المدن
- Rimini ريميني - 134.700 نسمة.
- Riccione ريتشوني - 34.682 نسمة.
- Santarcangelo di Romagna سانتاركانجيلو دي رومانيا - 19.991 نسمة.
- Bellaria-Igea Marina بيلاريا-إيجيا مارينا - 16.956 نسمة.
- Cattolica كاتوليكا - 16.013 نسمة.